# Мзисгули (Сагареджойский муниципалитет)
Мзисгули (груз. მზისგული) (до 2012 — Богда́новка) — село в Грузии. Находится в Сагареджойском муниципалитете края Кахетия. Высота над уровнем моря составляет 460 метров. Население — 578 человек (2014).